# ألان بست
ألان بست هو رسام رسوم متحركة كندي، ولد في 2 مايو 1959 في هاميلتون في كندا.

## وصلات خارجية
- ألان بست على موقع IMDb (الإنجليزية)